# Takács Zsuzsa (költő)
Takács Zsuzsa (Budapest, 1938. november 23. –) Kossuth-díjas magyar író, költő, műfordító, tanár.

## Élete
Édesapja Takács József, jogász 1944-ben Szolnok polgármestere volt, a háború után a Széchényi Könyvtár könyvtárosaként dolgozott, később az Akadémiai Könyvtár jogi tanácsadója lett. Édesanyja Rupp Irén. A család 1942-ben a Kassa melletti Jászóra költözött, majd 1943-ban elköltöztek onnan. Gimnáziumi tanulmányait a Veres Pálné Gimnáziumban végezte, 1957-ben érettségizett. 
Az Orvostudományi Egyetemre jelentkezett, ahová polgári származására hivatkozva nem vették fel. 1957–58-ban párhuzamosan a Színművészeti Főiskola és az ELTE Bölcsészettudományi Kar vendéghallgatója volt. 1958-tól 1963-ig spanyol és olasz irodalmat hallgatott az ELTE-n, 1963-64-ben anyanyelvi lektorként dolgozott a havannai egyetemen. 1995-ben PhD fokozatot szerzett spanyol filológiából. 1964-2001 között spanyol szakosoknak tanított diplomáciatörténetet és társadalmi ismereteket a Budapesti Közgazdaságtudományi Egyetemen. Olasz, spanyol, katalán, francia, angol költőket fordított. Keresztes Szent János Összes versét és válogatott prózáját 1992-ben adta ki az Európa Könyvkiadónál.
2007-ben a Digitális Irodalmi Akadémia tagjai közé választotta.
Férje Lengyel Péter író volt (1962-1980). Két lányuk vanː Lengyel Anna (1969–2021) és Lengyel Zsuzsa (1971).

## Munkássága

A Szép versek antológiában megjelent portréinak egyike (Csigó László felvétele)

„Két vonását emelném ki: hangjának tisztaságát s egyfajta tétovaságát, mely azonban végül sose hagyja eltéríteni magát, s épp bolyongó, kereső célba találásával, megérkezéseivel tölti be sajátos feladatát, térképezi fel a számára rendelt tájakat, másokénál talán omlékonyabb külső és belső vidékeit. – írta Takács Zsuzsa első verseiről Pilinszky János 
A költőnő 2008-ban, a Ménesi Gábornak adott interjúban a következőképpen fogalmazza meg ars poétikáját:
„1958-ban jelent meg Pilinszky Harmadnapon című kötete, akkor én másodéves bölcsész voltam. Azt mondhatnám, hogy ez a vékony kötet teljességgel elnémított, bár egy kívülálló számára ez teljesen értelmetlen, hiszen még egyetlen sorom sem jelent meg. Önmagamhoz képest némított el ez a kötet, elolvasása után másképp gondoltam a versekre, az életre, az előttem álló jövőre. Az írás lehetősége megváltoztatta körülményeimet, átformálta a szüleimhez fűződő szoros kötődést, befolyásolt abban, ahogyan az elszakadni vágyás késztetésére házasságot kötöttem. Saját kezembe vettem a sorsom irányítását, már amennyire ezt az akkori időben nagyobb megalkuvások nélkül meg leetetett tenni. Másrészt a versírás valóságos mámora fogott el. Nem voltak nagyra törő, túlzott reményeim a lehetőségeinkkel kapcsolatosan, de annál megvesztegethetetlenebbé váltam a magam megfogalmazásaival szemben. Nem hittem többé, Pilinszkyt olvasva, hogy helytelen a világos látásra való törekvés, azaz nem akartam többé elkendőzni, megszépíteni érzéseimet, a többiekről és a magamról alkotott képet.”
Bodor Béla kritikus így jellemzi a költőnő művészetét: „A közvélekedés szerint Takács Zsuzsa költészete pályájának első szakaszát nézve az Újhold poétikáját követte, folytatta és újította meg. Ekkoriban szinte kizárólag szabad verseket írt, de a hosszabb sorokból építkező, kissé ünnepélyes hangvételű szövegek közé ingadozó sorhosszúságú, impulzívabb darabok illeszkednek. Vagyis az előképet nem követő forma a legkevésbé sem prózai: zenél, ível és lüktet, csak éppen egyedi megalkotottsággal, tehát nem egy már eleve meglévő mintát töltve ki, mint a strófikus formák. Ezzel szemben második költői periódusában, melyet a Viszonyok könnye, a Tárgyak könnye és az Utószó anyaga alkot, kialakított egy jellegzetes, rugalmas, mégis kötött versidomot. Ez volt az az emlékezetes „pszeudo terzina”, melynek sorai egy-egy versen belül nagyjából ugyanolyan hosszúak, de nincs kötött ritmusuk, nem szigorúan adott a szótagszám (inkább gondolatritmus ez, mint metrika), és szinte soha sincsenek rímek. A Tárgyak könnyében és az Utószóban a téma mindvégig ugyanaz: egy szeretett személy – előbb beteg, majd haldokló – szenvedéseinek együttérző leírása, a szenvedő és a szenvedés szembesítése a tehetetlen részvéttel, vagyis elvesző és elvesztő viszonyának analízise, ennek a kapcsolatnak a pszichológiája és anatómiája. Ugyanakkor arra is érdemes odafigyelnünk, hogy a korábbi kötet, a Viszonyok könnye egy boldog szerelem kibontakozásáról és végéről, az azt követő gyászmunkáról szól, a másik kettővel szinte egynemű hangvételében, beszédpozícióiban. A harmadik pályaszakaszra érve a költő azonos esztétikai kulcsok szerint, változatlan élmény- és emócióanyag feldolgozásával, de megújult alapelvek alkalmazásával szerkeszt versvilágot és önreflektív könyvműveket; magabiztosan lép át műfaji határokat, majd semmivel sem kisebb magabiztossággal tér vissza újra az elhagyott területre, a vallomásos énbeszédként konstituálódó, aránylag rövid versek világába, fantázia-játékai, álom-jelenetei révén újítva meg pályakezdő költészetének poétikai eljárásait."
Novelláskötében, A megtévesztő külsejű vendég-ben önéletrajzi motívumokat fedezhet fel az olvasó.

## Kötetei

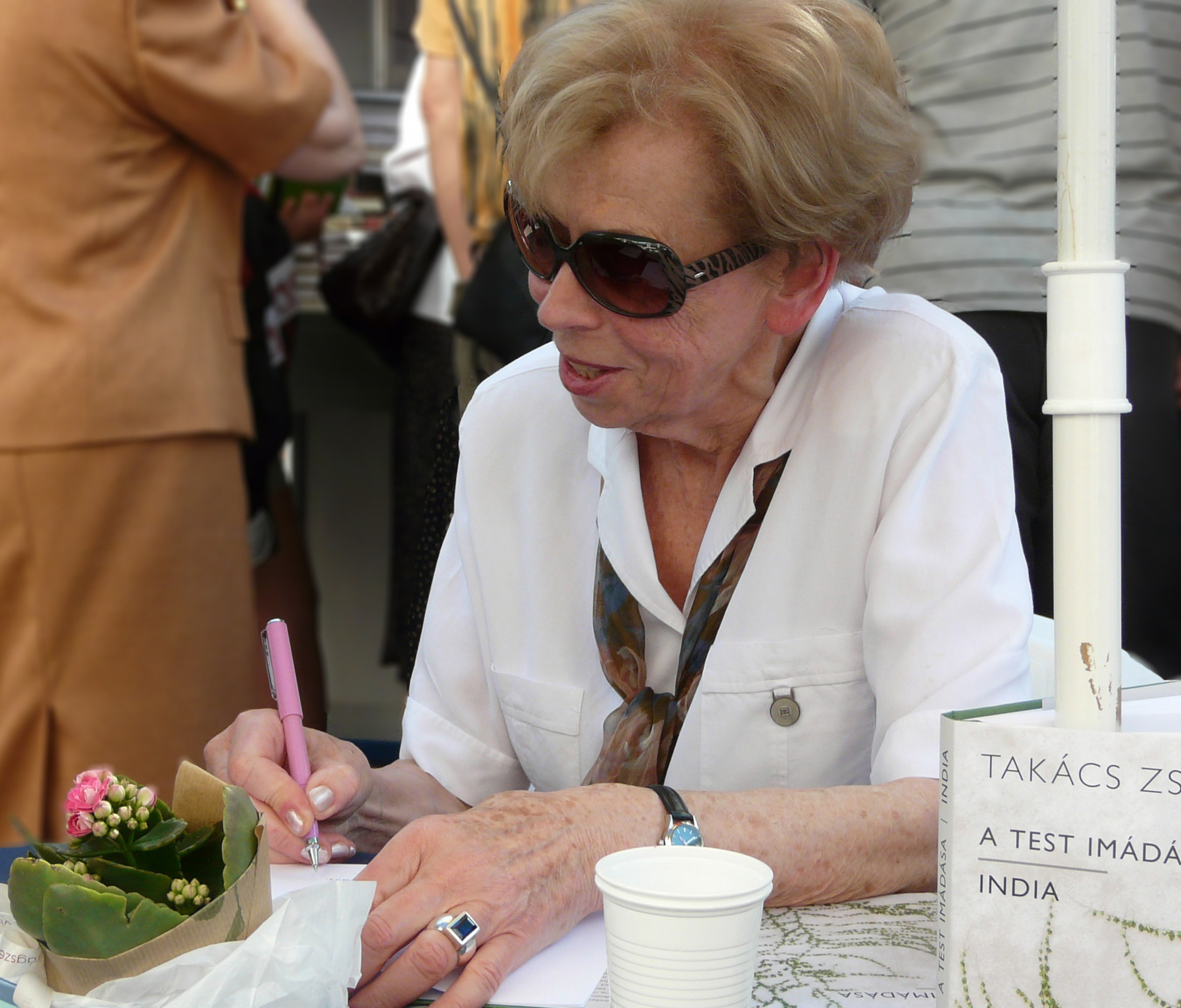
Dedikálás az Ünnepi Könyvhéten. Budapest, 2010. június.

- Némajáték, Szépirodalmi, Budapest, (1970)
- A búcsúzás részletei, Szépirodalmi, Budapest, (1977)
- Tükörfolyosó, Szépirodalmi, Budapest, (1983)
- Eltékozolt esélyem, Szépirodalmi, Budapest, (1986)
- Rejtjeles tábori lap, Móra, Budapest, (1987)
- Sötét és fény kora, Magvető, Budapest, (1989)
- Viszonyok könnye, Jelenkor, Pécs, (1992)
- Tárgyak könnye, Jelenkor, Pécs, (1994)
- Utószó, Jelenkor, Pécs, (1996)
- A bűnök számbavétele, Jelenkor, Pécs, (1998)
- A letakart óra, Magvető, Budapest, (2001)
- A trójai faló szépsége, Magvető, Budapest, (2001)
- Üdvözlégy, utazás!, Magvető, Budapest, (2004)
- Jaj a győztesnek!; Vigilia, Budapest, (2008)
- A test imádása. India; Magvető, Budapest, (2010)
- A megtévesztő külsejű vendég. Önéletrajzaim; Magvető, Bp., 2012
- Tiltott nyelv, Magvető, Budapest, (2013)
- A sóbálvány; Magvető, Bp., 2017
- A Vak Remény. Összegyűjtött és új versek; Magvető, Bp., 2018
- Spirálfüzet. Kamaszlányversek 1987–2021; Magvető, Bp., 2021
- Átkelés a Szuezi-csatornán. Beszélgetések Wirth Imrével; Magvető, Bp., 2024

## Folyóirat-publikációk
- .Július, halálom, születésed, Új írás, 1970/ 1.
- Jászol melletti éjjelek, Új írás 1972/ 9.
- Hónapok, várakozás, Új írás 1972/ 2.
- Ha megérkezett, Új írás 1972/ 9.
- Az emlékezés előttről, Új írás, 1970/7.
- Előszó, Új írás, 1973/12.
- Versek, Jelenkor, 2002/11
- Ha láttál, tudod, hogyan élek, Jelenkor, 2004/1, Ménesi Gábor beszélgetése Takács Zsuzsával
- Versek, Jelenkor, 2004/1.

## Online művek
- Ragyogó trón, versek, 2000, 2000/7-8.
- Foszló kötél, Liget, 2004/5.
- Versek (A látogató, A karácsonyi vendég, A virágok példája), Alföld, 2000
- Kétes kimenetel, Alföld, 1999/4.
- Találkozások (részlet), Liget, 2003/1.
- Művei a Digitális Irodalmi Akadémia honlapján

## Kritikák
- Székely Magda: A szabad vers új hullámában, Élet és Irodalom, 1971/12.
- Lengyel Balázs: Második kötetes költők (3 költő) Élet és irodalom, 1971/12.
- Tandori Dezső: „…De hiszen felnőtt! hát vigasztalan” Új Írás, 1984/6.
- Rónai László: Eltékozolt esélyem, Jelenkor, 1987. 7/8.
- Rapai Ágnes: Beavatás, Könyvvilág, 1989/5.
- Schein Gábor: Takács Zsuzsa: Viszonyok könnye, Vigilia, 1992. okt.
- Báthori Csaba: Rítus és szabadság, Holmi, 1993. augusztus
- Bodor Béla: A múlás-jelenség, Élet és Irodalom, 2001. 6. 15.
- Kertész Irén: Baljós ketyegés, (Takács Zsuzsa: A letakart óra), Mancs, 2001/48.
- Lator László: Ki írja, hogy csinálja?, (Takács Zsuzsa: A letakart óra), Jelenkor, 2002/11.
- Dérczy Péter: A bátor szív, (Takács Zsuzsa: Üdvözlégy, utazás), Élet és Irodalom, 48. évf. 44.

## Díjai, elismerései
- Robert Graves-díj (1984)
- József Attila-díj (1988)
- Déry Tibor-díj (1989)
- Forintos-díj (1993)
- A Spanyol Királyság érdemkeresztje (1997)
- Weöres Sándor-díj (1997)
- Radnóti-díj (1998)
- Szinnyei Júlia-emlékdíj (1998)
- Weöres Sándor-díj (1998)
- Magyar Köztársaság Babérkoszorúja díj (2003)
- Édes Anyanyelvünk Pályázat I. helyezés (2004)
- Alföld-díj (2005)
- Kossuth-díj (2007)
- Artisjus irodalmi díj (2014)
- Hévíz-díj (2018)
- AEGON művészeti díj (2019)
- Szépirodalmi Figyelő-díj (2019)